# Quân khu (Quân đội Liên Xô)
Ở Liên Xô, một quân khu (tiếng Nga: вое́нный о́круг, voyenny okrug) là một tổ hợp theo lãnh thổ các đơn vị quân đội, quân binh chủng, trường quân sự và các cơ sở hành chính quân sự địa phương khác nhau được gọi là quân ủy. Kiểu phân chia lãnh thổ này được sử dụng ở Liên Xô để quản lý hiệu quả hơn các đơn vị quân đội, các hoạt động huấn luyện và hoạt động khác của họ liên quan đến khả năng sẵn sàng chiến đấu.

## Lịch sử
Các quân khu đầu tiên của Liên Xô hình thành vào ngày 31 tháng 3 năm 1918 trong Nội chiến Nga để chuẩn bị lực lượng quân đội đáng kể cho mặt trận. Sáu quân khu đầu tiên đó là: Yaroslavsky, Moskovsky, Orlovsky, Belomorsky, Uralsky và Privolzhsky.
Trong thời kỳ cải cách kinh tế (NEP) năm 1923 và kết thúc vào năm 1929, các quân khu ở Cộng hòa Xô viết Nga vẫn tuân theo các quân khu và các đồn của Đế chế Nga, trong khi các nước cộng hòa thành viên khác của Liên Xô mỗi nước thành lập một quân khu theo quyền riêng của họ.
Thời điểm đầu tháng 7 năm 1940, Liên Xô có 17 quân khu gồm:
Phía Bắc và Tây Bắc:

1. ArkhVO - Quân khu Arkhangelsk (tiếng Nga: АрхВО -Архангельский военный округ)

2. LVO - Quân khu Leningrad (tiếng Nga: ЛВО - Ленинградский военный округ)

3. PribVO - Quân khu Baltic (tiếng Nga: ПрибВО -Прибалтийский военный округ) (thành lập 11.07.40, từ ngày 17 tháng 8 năm 1940 đổi tên thành PribOVO - Quận Baltic đặc biệt Quân đội (tiếng Nga: ПрибОВО -Прибалтийский Особый военный округ))

4. KalVO - Quân khu Kalinin (bãi bỏ vào ngày 11.7.1940) (tiếng Nga: КалВО -Калининский военный округ)
Phía Tây và Trung tâm:

5. BOVO - Quân khu đặc biệt Belorussia (tiếng Nga: БОВО -Белорусский Особый военный округ). Từ 11.7.1940 đổi thành ZapOVO - Quân khu đặc biệt phía Tây (tiếng Nga: ЗапОВО –Западный Особый военный округ)

6. MVO - Quân khu Moskva (tiếng Nga: МВО -Московский военный округ)

7. OrVO - Quân khu Orel (tiếng Nga: ОрВО -Орловский военный округ)
Phía Tây Nam và Nam:

8. KOVO - Quân khu đặc biệt Kiev (tiếng Nga: Киевский Особый военный округ)

9. OdVO - Quân khu Odessa (tiếng Nga: ОдВО - Одесский военный округ)

10. KhVO - Quân khu Kharkov (tiếng Nga: ХВО -Харьковский военный округ)

11. SKVO - Quân khu Bắc Kavkaz (tiếng Nga: СКВО -Северо-Кавказский военный округ)

12. ZakVO - Quân khu Ngoại Kavkaz (tiếng Nga: ЗакВО - Закавказский военный округ)
Khu vực Trung Á và Sibir:

13. PriVO - Quân khu Volga (tiếng Nga: ПриВО -Приволжский военный округ)

14. UrVO - Quân khu Ural (tiếng Nga: УрВО -Уральский военный округ)be

15. ZabVO - Quân khu Transbaikal (tiếng Nga: ЗабВО -Забайкальский военный округ)

16. SAVO - Quân khu Trung Á (tiếng Nga: САВО -Среднеазиатский военный округ)

17. SibVO - Quân khu Sibir (tiếng Nga: СибВО -Сибирский военный округ)
Các đội hình trên lãnh thổ Khabarovsk và Primorsky Krai được hợp nhất thành các Đội quân Cờ đỏ độc lập số 1 và số 2, kể từ ngày 14 tháng 1 năm 1941 được cải tổ thành Phương diện quân Viễn Đông.
Trong thời gian chiến tranh Xô - Đức, số lượng quân khu của Liên Xô biến động liên tục, và nhiều quân khu được đổi thành hoặc tham gia thành lập các phương diện quân.
Sau Chiến tranh thế giới thứ hai, việc phân chia các quân khu ở Liên Xô diễn ra một số lần. Cuối những năm 1980, Liên Xô có các quân khu sau:
Chiến khu Tây:
- Hướng chiến lược phía Tây:
  - Nhóm Lực lượng Liên Xô ở Đức
  - Nhóm lực lượng phía Bắc (Ba Lan)

Các quân khu của Liên Xô năm 1989
Quân khu Baltic
Quân khu Belarussia
Quân khu Karpat
Quân khu Trung Á
Quân khu Viễn Đông
Quân khu Kiev
Quân khu Leningrad
Quân khu Moskva
Quân khu Bắc Kavkaz
Quân khu Odessa
Quân khu Sibir
Quân khu Transbaikal
Quân khu Ngoại Kavkaz
Quân khu Turkestan
Quân khu Ural
Quân khu Volga

  - Nhóm Lực lượng Trung tâm (Tiệp Khắc)
  - Quân khu Baltic
  - Quân khu Belorussia
  - Quân khu Karpat
- Hướng chiến lược Tây Nam
  - Nhóm lực lượng phía Nam (Hungary)
  - Quân khu Odessa
  - Quân khu Kiev

Chiến khu Tây Bắc
- Quân khu Leningrad

Định hướng chiến lược / Chiến khu Viễn Đông
- Quân khu Sibir
- Quân khu Transbaikal
- Quân khu Viễn Đông
- Quân khu Trung Á

Chiến khu Nam
- Quân khu Ngoại Kavkaz
- Quân khu Bắc Kavkaz
- Quân khu Turkestan

Khu Dự bị Trung tâm
- Quân khu Moskva
- Quân khu Volga
- Quân khu Ural

## Danh sách quân khu Liên Xô
| STT | Tên Quân khu               | Tên Quân khu                        | Thành lập  | Giải thể   | Ghi chú |
| STT | Tiếng Việt                 | Tiếng Nga                           | Thành lập  | Giải thể   | Ghi chú |
| --- | -------------------------- | ----------------------------------- | ---------- | ---------- | --- |
| 1   | Quân khu Yaroslavsky       | Ярославский военный округ           | 31/3/1918  | 24/12/1919 | Ban đầu gồm Vladimir, Kostroma, Nizhny Novgorod, Petrograd, Pskov, Tver (cho đến ngày 29/6/1919) và Yaroslavl. Với sự hình thành Quân khu Petrograd và sự tan rã quân khu Belomorsky, Quân khu bao gồm các tỉnh sau Vologda, Ivanovo-Voznesensk, Kostroma, Bắc Dvina, Tver, Yaroslavl, và một số khu vực Arkhangelsk |
| 2   | Quân khu Moskovsky         | Московский военный округ            | 31/3/1918  | -          | |
| 3   | Quân khu Orlovsky          | Орловский военный округ             | 31/3/1918  | 9/3/1922   | Gồm các tỉnh Orel, Kursk, Chernigov, Voronezh. Sau bổ sung thêm tỉnh Tambov |
| 3   | Quân khu Orlovsky          | Орловский военный округ             | 28/5/1938  | 26/11/1941 | Gồm các tỉnh Voronezh, Kursk, Oryol và Tambov (từ năm 1939) |
| 3   | Quân khu Orlovsky          | Орловский военный округ             | 21/8/1943  | 9/7/1945   | Gồm các tỉnh Kurskaia, Oryol, Voronezh, Tambov |
| 4   | Quân khu Belomorsky        | Беломорский военный округ           | 4/5/1918   | 15/8/1918  | Bao gồm một số tỉnh Arkhangelsk, Vologda và huyện Olonets, bao gồm các đảo tại Biển trắng và các đảo tại Bắc Băng Dương |
| 4   | Quân khu Belomorsky        | Беломорский военный округ           | 10/3/1920  | 17/5/1921  | Bao gồm lãnh thổ của tỉnh Arkhangelsk, Vologda, Bắc Dvina và Murmansk |
| 4   | Quân khu Belomorsky        | Беломорский военный округ           | 15/12/1944 | 29/6/1951  | Gồm lãnh thổ Arkhangelsk, vùng Vologda và nước Cộng hòa Komi, sau đó bổ sung thêm Murmansk và Karelia-Phần Lan |
| 4   | Quân khu Belomorsky        | Беломорский военный округ           | 29/6/1951  | 4/4/1956   | Gồm Arkhangelsk, Vologda và Cộng hòa Komi |
| 5   | Quân khu Uralsky           | Уральский военный округ             | 4/5/1918   | 1922       | Bao gồm Perm, Ufa, Orenburg, Viatka và tỉnh Kazan |
| 5   | Quân khu Uralsky           | Уральский военный округ             | 17/5/1935  | 1989       | Gồm Kirov, Sverdlovsk, Chelyabinsk, Bashkir và Cộng hòa Udmurt |
| 6   | Quân khu Privolzhsky       | Приволжский военный округ           | 4/5/1918   | 1989       | Ban đầu gồm Astrakhan, Kazan, Nizhny Novgorod, Penza, Saratov, Samara, Simbirsk, Tsaritsynskaya, Urals. Sau 1941 gồm Saratov, Kuibyshev, Penza, Tambov, Voronezh và một phần của các Orel, Kursk và Stalingrad |
| 7   | Quân khu Petrograd         | Петербургский военный округ         | 6/9/1918   | 1/2/1924   | 1924 đổi tên thành Quân khu Leningrad |
| 8   | Quân khu Kharkov           | Харьковский военный округ           | 27/1/1919  | 16/9/1919  | Gồm Kharkiv, Ekaterinoslav, Poltava và Chernihiv |
| 8   | Quân khu Kharkov           | Харьковский военный округ           | 12/1919    | 4/1922     | |
| 8   | Quân khu Kharkov           | Харьковский военный округ           | 17/5/1935  | 26/11/1941 | |
| 8   | Quân khu Kharkov           | Харьковский военный округ           | 25/9/1943  | 6/5/1946   | |
| 9   | Quân khu Kiev              | Киевский военный округ              | 31/8/1919  | 14/12/1919 | Giải thể sáp nhập vào lực lượng vùng Novorossiysk |
| 9   | Quân khu Kiev              | Киевский военный округ              | 23/1/1920  | 21/4/1922  | Sáp nhập vào Quân khu Tây Nam |
| 9   | Quân khu Kiev              | Киевский военный округ              | 17/5/1935  | 10/9/1941  | Sáp nhập vào Phương diện quân Tây Nam |
| 9   | Quân khu Kiev              | Киевский военный округ              | 15/10/1943 | 1992       | |
| 10  | Quân khu Odessa            | Одесский военный округ              | 9/4/1919   | 5/8/1919   | Gồm Kherson, Tauris và Bessarabia |
| 10  | Quân khu Odessa            | Одесский военный округ              | 11/10/1939 | 24/6/1941  | Gồm Odessa, Dnepropetrovsk, Nikolaev, Zaporozhye, Kirovograd, Cộng hòa Crimean, Cộng hòa Moldavia |
| 10  | Quân khu Odessa            | Одесский военный округ              | 23/3/1944  | 3/1/1992   | |
| 11  | Quân khu Tây Nam           | Юго-Западный военный округ          | 21/4/1922  | 27/5/1922  | Đổi tên thành Quân khu Ukraina |
| 12  | Quân khu Ukraina           | Украинский военный округ            | 27/5/1922  | 2/5/1935   | Giải thể chia thành Quân khu Kiev và Quân khu Kharkov |
| 13  | Quân khu Arkhangelsk       | Архангельский военный округ         | 26/3/1940  | 14/12/1944 | Gồm Arkhangelsk, vùng Vologda và Cộng hòa Komi |
| 13  | Quân khu Arkhangelsk       | Архангельский военный округ         | 26/1/1946  | 20/6/1951  | Sáp nhập Quân khu Phương Bắc |
| 14  | Quân khu Phương Bắc        | Северный военный округ              | 21/6/1951  | 18/3/1960  | Gồm các Quân khu Arkhangelsk, Quân khu Belomorsky |
| 15  | Quân khu Siberia           | Сибирский военный округ             | 24/12/1919 | 25/1/1920  | Bao gồm Altaiskaya, Omsk, Tobolskaya, Tomsk, Chelyabinsk, Semipalatinsk |
| 15  | Quân khu Siberia           | Сибирский военный округ             | 24/6/1924  | 6/8/1929   | Sáp nhập vào Quân đoàn Cờ đỏ Viễn Đông đặc biệt |
| 15  | Quân khu Siberia           | Сибирский военный округ             | 1935       | 9/7/1945   | Đổi tên thành Quân khu Tây Siberia |
| 15  | Quân khu Siberia           | Сибирский военный округ             | 1956       | 1991       | Bao gồm Altai, Krasnoyarsk, Kemerovo, Novosibirsk, Omsk, Tomsk, Tyumen, Cộng hòa Tuva |
| 16  | Quân khu Tây Siberia       | Западно-Сибирский военный округ     | 25/1/1920  | 12/1920    | Sáp nhập vào Cộng hoà Pomglavkoma Siberia |
| 16  | Quân khu Tây Siberia       | Западно-Сибирский военный округ     | 8/5/1922   | 24/6/1924  | Gồm Perm, Yekaterinburg, Chelyabinsk, Tobolsk, Omsk, Altai, Novonikolayevsk, Tomsk |
| 16  | Quân khu Tây Siberia       | Западно-Сибирский военный округ     | 9/7/1945   | 1956       | |
| 17  | Quân khu Đông Siberia      | Восточно-Сибирский военный округ    | 15/3/1920  | 1/1923     | Bao gồm Tomsk, Yenisei, Irkutsk, Yakutsk |
| 17  | Quân khu Đông Siberia      | Восточно-Сибирский военный округ    | 9/7/1945   | 30/6/1953  | Gồm Irkutsk, Krasnoyarsk, Yakutia và Cộng hòa Tuva |
| 18  | Quân khu Transbaikal       | Забайкальский военный округ         | 3/11/1921  | 2/5/1922   | Gồm Transbaikal, Primorye, Cộng hòa Viễn Đông |
| 18  | Quân khu Transbaikal       | Забайкальский военный округ         | 17/5/1935  | 15/9/1941  | Bao gồm khu vực Đông Siberia và Yakutia |
| 18  | Quân khu Transbaikal       | Забайкальский военный округ         | 25/5/1947  | 1/1998     | Gồm Cộng hòa Buryat, Chita và Khabarovsk Krai |
| 19  | Quân khu Viễn Đông         | Дальневосточный военный округ       | 17/5/1935  | 28/6/1938  | Thành lập trên cơ sở Quân đoàn Cờ đỏ Đặc biệt Viễn Đông |
| 19  | Quân khu Viễn Đông         | Дальневосточный военный округ       | 10/9/1945  | 23/4/1953  | Gồm Kamchatka, Sakhalin, quần đảo Kuril, một phần của lãnh thổ Primorsky, một số khu vực của các khu vực Amur |
| 19  | Quân khu Viễn Đông         | Дальневосточный военный округ       | 23/4/1953  | 1992       | |
| 20  | Quân khu Transbaikal-Amur  | Забайкальско-Амурский военный округ | 10/9/1945  | 25/9/1947  | |
| 21  | Quân khu Primorsky         | Приморский военный округ            | 10/9/1945  | 1/6/1953   | vùng Ussuri, Bắc Triều Tiên, lãnh thổ Quan Đông |
| 22  | Quân khu Transcaucasian    | Закавказский военный округ          | 17/5/1935  | 14/9/1941  | |
| 22  | Quân khu Transcaucasian    | Закавказский военный округ          | 28/1/1942  | 28/4/1942  | Sáp nhập vào Phương diện quân Zakavkaz |
| 22  | Quân khu Transcaucasian    | Закавказский военный округ          | 25/5/1946  | 1992       | |
| 23  | Quân khu Baku              | Бакинский военный округ             | 9/7/1945   | 5/1946     | Sáp nhập vào quân khu Transcaucasian |
| 24  | Quân khu Tbilisi           | Тбилисский военный округ            | 9/7/1945   | 5/1946     | Sáp nhập vào quân khu Transcaucasian |
| 25  | Quân khu Bắc Caucasian     | Северо-Кавказский военный округ     | 4/5/1918   | 9/1918     | |
| 25  | Quân khu Bắc Caucasian     | Северо-Кавказский военный округ     | 31/3/1920  | 8/1920     | |
| 25  | Quân khu Bắc Caucasian     | Северо-Кавказский военный округ     | 4/5/1921   | 28/8/1942  | |
| 25  | Quân khu Bắc Caucasian     | Северо-Кавказский военный округ     | 2/7/1943   | 9/1945     | Chia thành 3 quân khu Kuban (Krasnodar), quân khu Don (Rostov, Stalingrad và Astrakhan), quân khu Stavropol (Stavropol, Grozny và Bắc-Kabarda Ossetia) |
| 25  | Quân khu Bắc Caucasian     | Северо-Кавказский военный округ     | 4/2/1946   | 22/8/1949  | |
| 25  | Quân khu Bắc Caucasian     | Северо-Кавказский военный округ     | 9/11/1953  | 12/1991    | Gồm Krasnodar và Stavropol, Astrakhan, Grozny, Rostov và khu vực Stalingrad, Dagestan, Bắc Ossetia và Kabarda, Adygei và khu tự trị Cherkess |
| 26  | Quân khu Minsk             | Минский военный округ               | 28/11/1918 | 14/12/1918 | Gồm Smolensk, Vitebsk, Mogilev, Minsk và Vilna |
| 26  | Quân khu phía Tây          | Западный военный округ              | 14/12/1918 | 2/10/1926  | Đổi tên thành Quân khu Belarus |
| 26  | Quân khu Belarus           | Белорусский военный округ           | 2/10/1926  | 26/7/1938  | |
| 26  | Quân khu Đặc biệt Belarus  | Белорусский особый военный округ    | 26/7/1938  | 1/9/1939   | Sáp nhập vào mặt trận Belarus |
| 26  | Quân khu Đặc biệt phía Tây | Белорусский особый военный округ    | 11/7/1940  | 20/9/1941  | |
| 26  | Quân khu Belarus           | Белорусский военный округ           | 15/10/1943 | 1/1/1945   | |
| 26  | Quân khu Belarus-Litva     | Белорусско-Литовский военный округ  | 1/1/1945   | 9/7/1945   | |
| 26  | Quân khu Minsk             | Минский военный округ               | 9/7/1945   | 26/1/1946  | Gồm Minsk, Vitebsk, Polotsk, Molodechno và Mogilev |
| 26  | Quân khu Baranovichi       | Барановичский военный округ         | 9/7/1946   | 4/2/1946   | |
| 26  | Quân khu Belarus           | Белорусский военный округ           | 4/2/1946   | 6/5/1992   | |
| 27  | Quân khu Voronezh          | Воронежский военный округ           | 9/7/1945   | 4/2/1946   | Gồm Voronezh, Kursk, Orel và Tambov |
| 27  | Quân khu Voronezh          | Воронежский военный округ           | 28/5/1949  | 18/8/1960  | Gồm Voronezh, Kursk, Orel và Tambov.Năm 1954 bổ sung Lipetsk, Belgorod, và khu vực Balashov |
| 28  | Quân khu Gorky             | Горьковский военный округ           | 9/7/1945   | 7/5/1946   | Gồm Gorky, Ivanovo, Kostroma và Cộng hòa Mordovian |
| 28  | Quân khu Gorky             | Горьковский военный округ           | 28/5/1949  | 24/4/1953  | Gồm Gorky, Ivanovo, Kostroma, Cộng hòa Mordovian, Kirov, Mari và Cộng hòa Chuvash |
| 29  | Quân khu Volga             | Приволжский военный округ           | 4/5/1918   | 18/4/1920  | Gồm Astrakhan, Kazan, Nizhny Novgorod, Penza, Saratov, Samara, Simbirsk, Tsaritsynskaya, và khu vực Urals |
| 29  | Quân khu Zavolzhsky        | Заволжский военный округ            | 18/4/1920  | 8/9/1921   | Gồm Samara, Tsaritsyn, Saratov, Astrakhan, Orenburg, Cộng hòa Volga, vùng Ural và Turgay |
| 29  | Quân khu Volga             | Приволжский военный округ           | 8/9/1921   | 1/9/1989   | |
| 29  | Quân khu Volga-Ural        | Приволжско-Уральский военный округ  | 1/9/1989   | 1991       | |
| 30  | Quân khu Kazan             | Казанский военный округ             | 9/7/1945   | 6/3/1946   | Gồm Kirov, Tartar, Udmurt, Mari và Cộng hòa Chuvash |
| 31  | Quân khu Kalinin           | Калининский военный округ           | 28/7/1938  | 11/6/1940  | Gồm Kalinin và Yaroslavl |
| 32  | Quân khu Baltic            | Прибалтийский военный округ         | 11/7/1940  | 17/8/1940  | gồm lãnh thổ của Latvian, Lithuania, Kalinin |
| 32  | Quân khu Đặc biệt Baltic   | Прибалтийский Особый военный округ  | 17/8/1940  | 22/6/1941  | |
| 32  | Quân khu Baltic            | Прибалтийский военный округ         | 30/10/1943 | 23/2/1944  | |
| 32  | Quân khu Baltic            | Прибалтийский военный округ         | 9/7/1945   | 15/11/1991 | Gồm Estonia, Latvia, Lithuania và khu vực Kaliningrad |
| 33  | Quân khu Leningrad         | Ленинградский военный округ         | 1/2/1924   | 1991       | Bao gồm Leningrad, Pskov, Novgorod, Olonets, Cherepovets, Murmansk và Cộng hòa Karelia |
| 34  | Quân khu Lviv              | Львов военный округ                 | 5/1944     | 3/5/1946   | Sáp nhập vào Quân khu Carpathian |
| 35  | Quân khu Carpathian        | Прикарпатский военный округ         | 7/1945     | 1992       | Bao gồm Stanislavsky, Ternopil, Chernivtsi, Vinnytsia, Transcarpathian Ukraina, Kamenetz-Podolsk trừ khu vực Berezdovsky, Polonsky, Shepetivka, Izyaslav và Slavuta |
| 36  | Quân khu Trung Á           | Среднеазиатский военный округ       | 4/6/1926   | 9/7/1945   | Bao gồm các nước Cộng hòa Uzbek, Turkmen, Kazakhstan, Kyrgyz, Tajik |
| 36  | Quân khu Trung Á           | Среднеазиатский военный округ       | 24/6/1969  | 1/6/1989   | Bao gồm các nước Kazakhstan, Kyrgyz, Tajik |
| 37  | Quân khu Stalingrad        | Сталинградский военный округ        | 26/11/1941 | 31/8/1942  | Bao gồm Stalingrad, một phần của Rostov và Tây Kazakhstan, Kalmyk |
| 37  | Quân khu Stalingrad        | Сталинградский военный округ        | 2/7/1943   | 15/10/1943 | Gồm Stalingrad, phần phía bắc của khu vực Rostov, Astrakhan, Kalmyk, Kharkov và Voroshilovgrad |
| 38  | Quân khu Tauride           | Таврический военный округ           | 9/7/1945   | 1/7/1956   | Gồm các khu vực Crimea, Zaporozhye và Kherson |
| 39  | Quân khu Turkestan         | Туркестанский военный округ         | 4/5/1918   | 7/3/1920   | Gồm Transcaspian, Syrdarya, Semirechensk, Samarkand và Ferghana |
| 39  | Quân khu Turkestan         | Туркестанский военный округ         | 9/7/1945   | 1992       | |
| 40  | Quân khu Nam Ural          | Южно-Уральский военный округ        | 1/12/1941  | 15/1/1958  | Gồm Bashkir, Chkalov, Tây Kazakhstan, Aktobe, Guryev |
| 41  | Quân khu Steppe            | Степной военный округ               | 13/4/1943  | 9/7/1943   | Gồm Voronezh, Kursk, Tambov và Rostov |
| 41  | Quân khu Steppe            | Степной военный округ               | 9/7/1945   | 3/5/1946   | Sáp nhập vào Quân khu Turkestan |